# Wellington Sánchez
Wellington Eduardo Sánchez Luzuriaga (Ambato, 1974. június 19. – ) ecuadori válogatott labdarúgó.

## Pályafutása

### Klubcsapatban
Pályafutása során sok csapatban megfordult, de nagy részében az El Nacional és az Emelec együtteseiben játszott. Az El Nacional tagjaként 1996-ban és 2006-ban, míg az Emelec játékosaként 2001-ben és 2002-ben szerzett ecuadori bajnoki címet. Játszott az MLS-ben is, a MetroStars és a Los Angeles Galaxy csapataiban.

### A válogatottban
1994 és 2004 között 44 alkalommal szerepelt az ecuadori válogatottban és 3 gólt szerzett. Részt vett az 1997-es, az 1999-es Copa Américán, és a 2001-es Copa Américán, illetve a 2002-es világbajnokságon.

## Sikerei, díjai
El Nacional
- Ecuadori bajnok (2): 1996, 2006

Emelec
- Ecuadori bajnok (2): 2001. 2002